# Georg-Forster-Station
Koordinaten: 70° 47′ S, 11° 51′ O

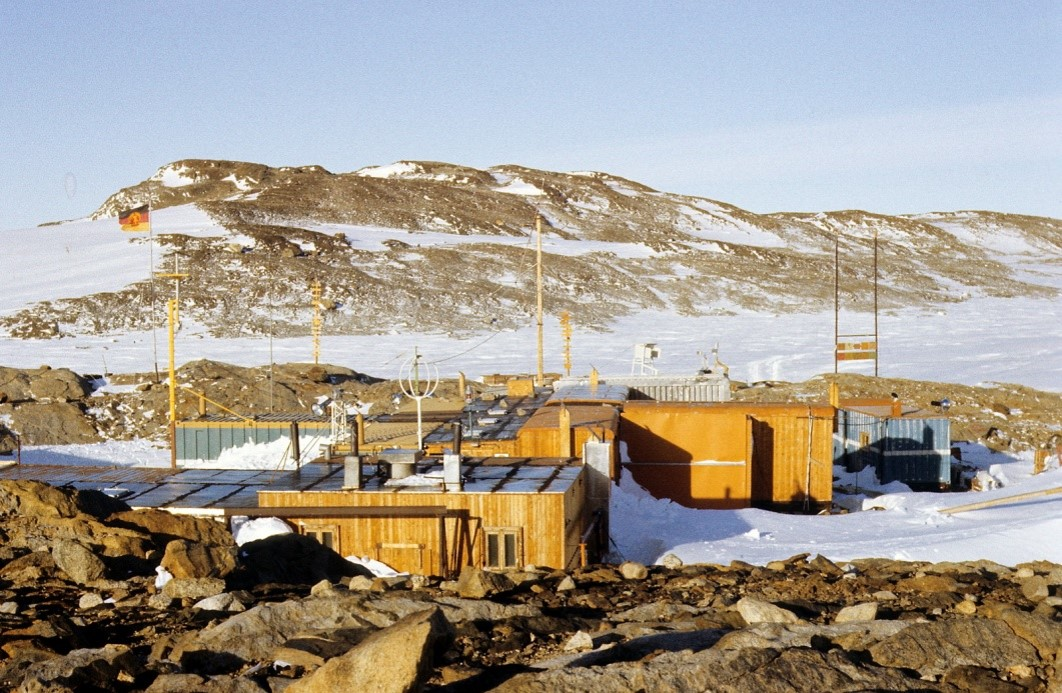
Georg-Forster-Station

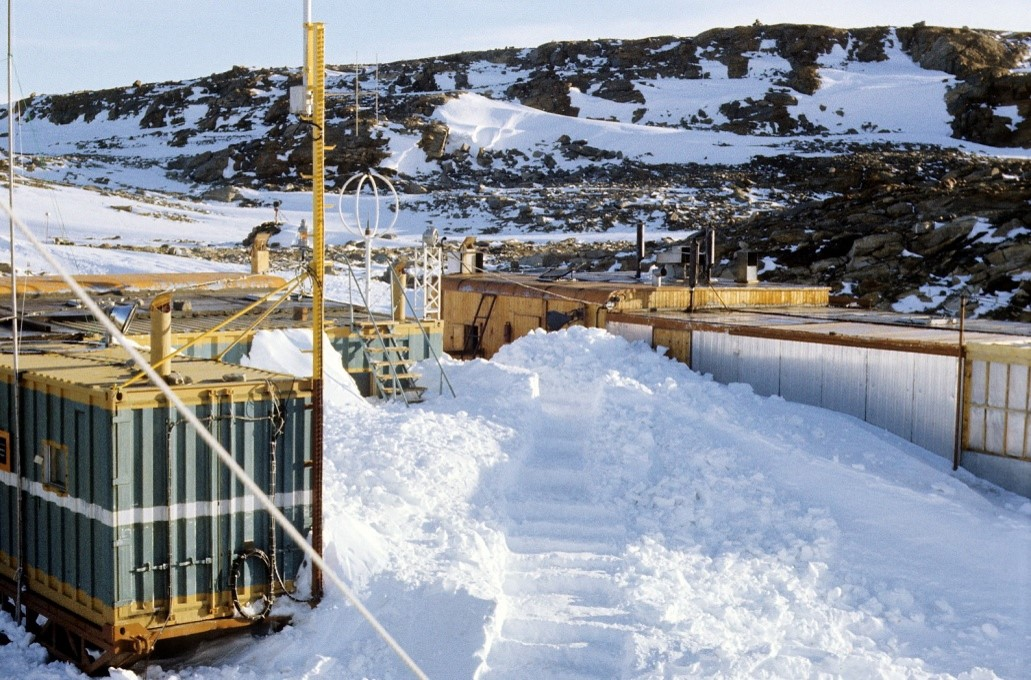
Zugang zur Station nach dem Winterhalbjahr

Die Georg-Forster-Station war die erste deutsche Antarktisstation. Sie wurde am 21. April 1976 von der Deutschen Demokratischen Republik (DDR) in Betrieb genommen. Die ganzjährig besetzte Station lag in der Nähe der sowjetischen Nowolasarewskaja-Station in der Schirmacher-Oase in Neuschwabenland. Benannt wurde sie 1987 nach Georg Forster, dem deutschen Reisebegleiter James Cooks, der als erster Deutscher am 17. Januar 1775 auf Südgeorgien antarktischen Boden betrat.

## Geschichte und Aufgaben
Zunächst wurde in der Station hauptsächlich die Hochatmosphäre erforscht. Ab 1985 lag der Schwerpunkt der Forschungsarbeit auf der Untersuchung des Ozonlochs.
Die Arbeit der Station wurde im Februar 1993 eingestellt. Der letzte „Überwinterer“ der Station war 1991/92 Günter Stoof. Von 1993 bis 1996 wurde die Station in drei Schritten abgebaut und das Gebiet von Müll und Schrott befreit. Alle Teile wurden vollständig demontiert und per Schiff abtransportiert. In dieser Zeit intensivierte sich die enge Zusammenarbeit mit den russischen Kollegen der Station Nowolasarewskaja. Ein Gedenkstein, initiiert von den ostdeutschen Expeditionsteilnehmern, erinnert als Denkmal HSM-87 unter dem Schutz des Antarktis-Vertrags an die Station.

## Beschreibung
Die Station bestand aus zehn Arbeits- und Wohncontainern, einer Dieselgeneratorstation mit je zwei Aggregaten zu 45 kVA und 38 kVA, der Funkstation Y3ZA mit einem 1 kW-Kurzwellensender vom Typ RFT KSG1300 und einer geomagnetischen Registrierstation. In der Basis konnten in der Sommersaison bis zu 15 Wissenschaftler und Techniker Platz finden. Sie bildete die logistische Basis für Untersuchungen der Geo-, Kryo- und Atmosphärenforschung im zentralen Königin-Maud-Land.
Die DDR-Postverwaltung gab 1988 eine Sonderbriefmarke mit der Abbildung der Station heraus und die dortigen Wissenschaftler führten einen Sonderstempel.

## Galerie

Das Gelände der Georg-Forster-Station: Aus Brandschutzgründen wurden die Container nicht direkt nebeneinander aufgestellt.
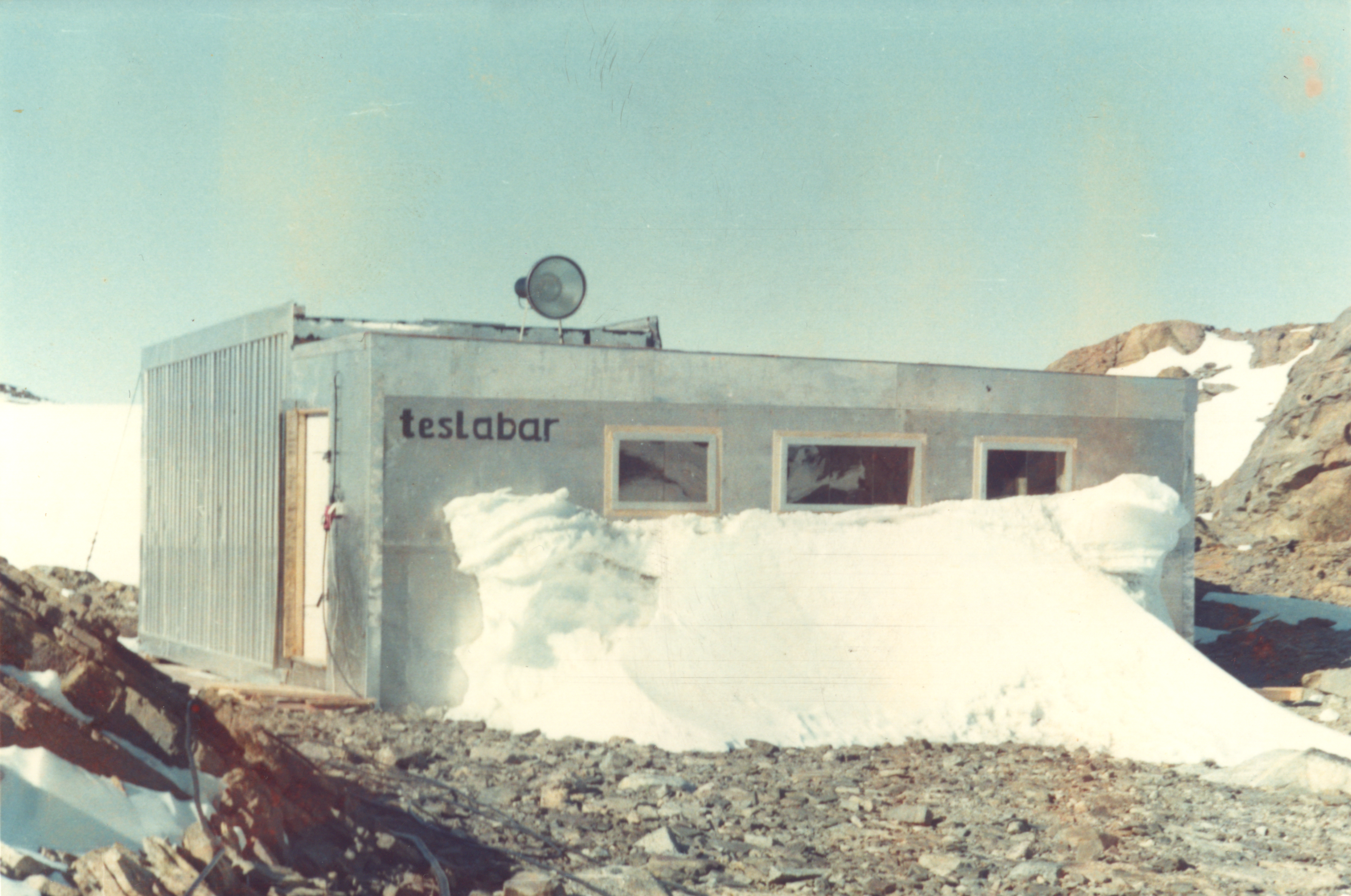
Die sogenannte teslabar stand etwas abseits der übrigen Container und diente Magnetfeldmessungen.
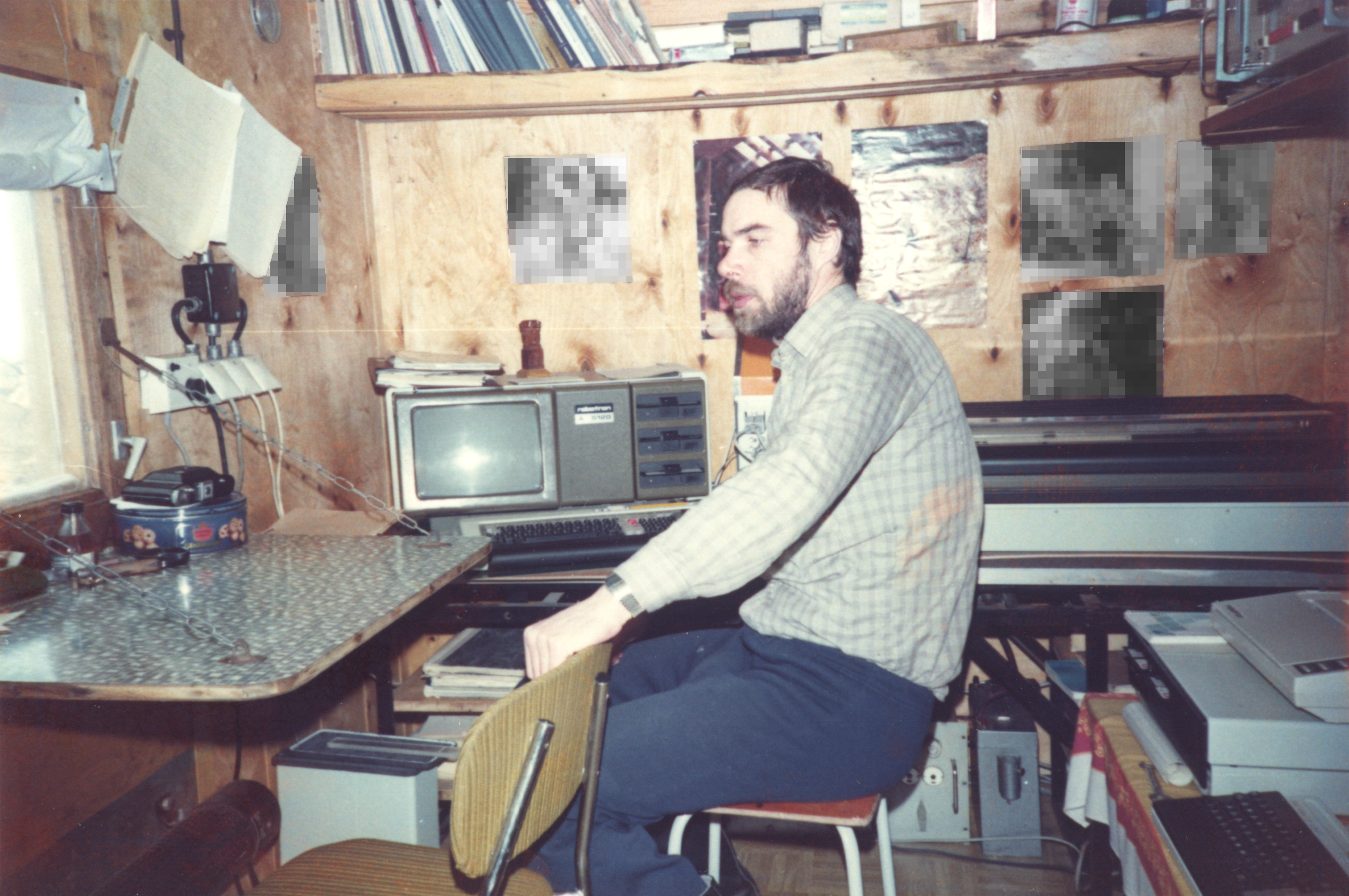
Der Forscher Steffen Wagner in der teslabar
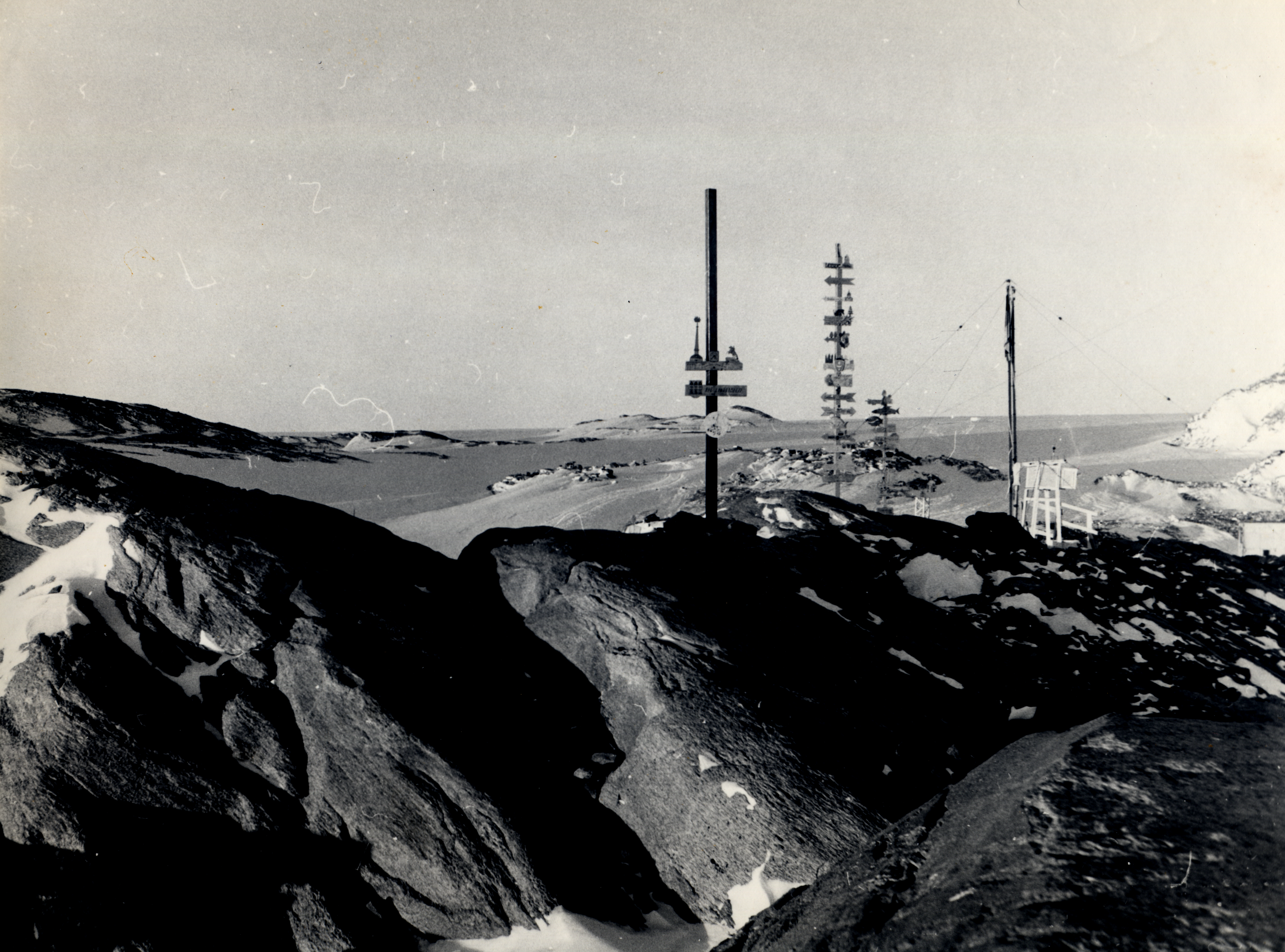
An der Station hatten die Forscher Wegweiser aufgestellt, die in ihren jeweiligen Heimatort zeigten.
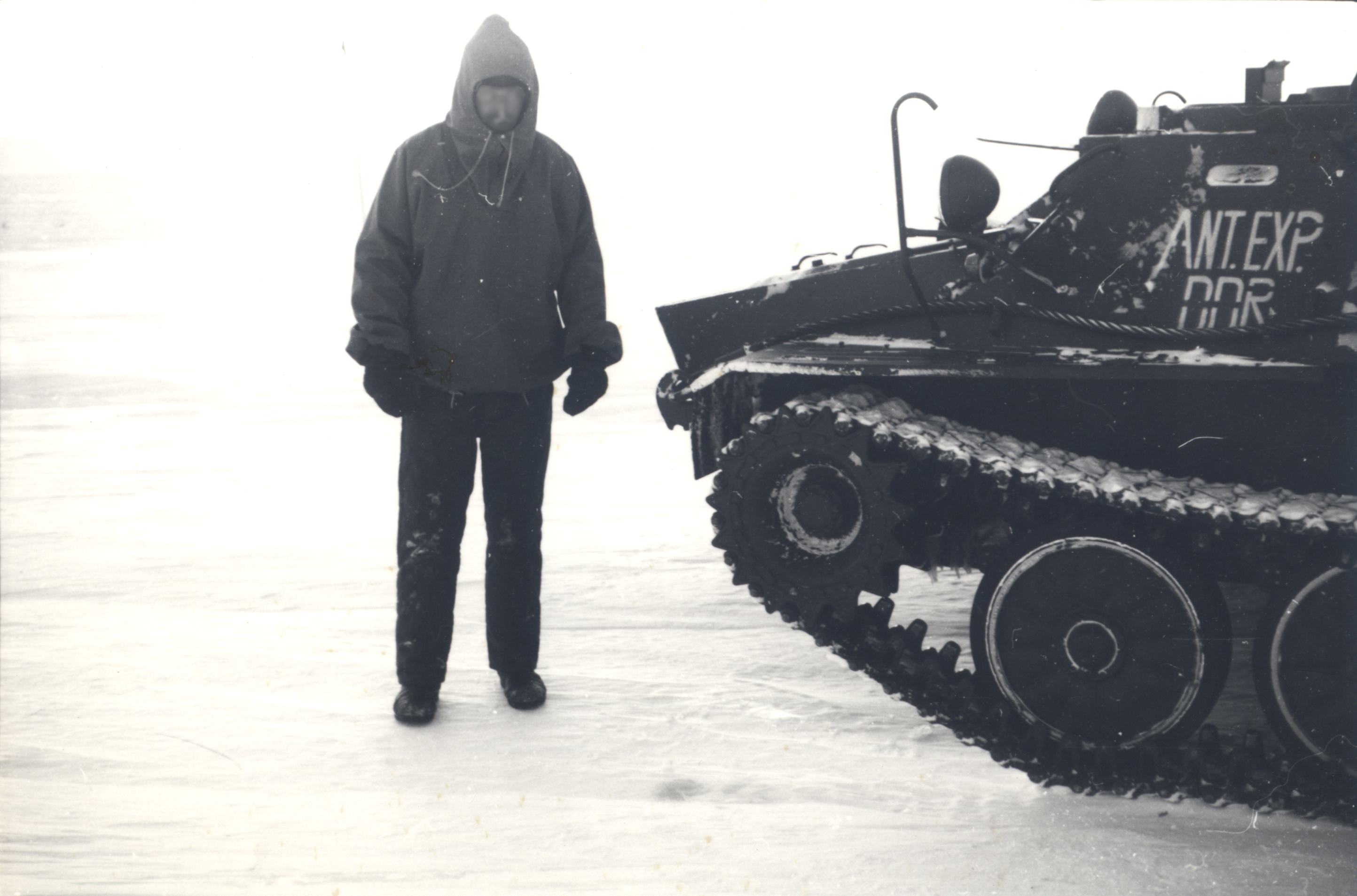
Zu Transportzwecken kamen rot umlackierte Schützenpanzerwagen zum Einsatz.